# 地震捕手网络

地震捕手网络（Quake-Catcher Network）是南加州大学运行的一个倡议，其目标是使用基于计算机的加速規探测地震。它使用BOINC志愿者计算平台（一种分布式计算，类似SETI@home）。
它目前支持有内置加速度计的移动设备（智能手机和部分平板电脑/笔记本电脑），并且目前也支持三种USB设备——codemercs.com JoyWarrior 24F8、ONavi传感器和MotionNode Accel。
2011年，项目科学家伊丽莎白·科克兰（Elizabeth Cochran）被美国总统奥巴马授予美国青年科学家与工程师总统奖，这很大程度上是因为她创建了地震捕手网络项目。